# کیم یونگ-گی
کیم یونگ-گی (انگلیسی: Kim Yeong-gi؛ زادهٔ ۲۴ ژانویهٔ ۱۹۸۵) بازیکن فوتبال اهل کره جنوبی است.
از باشگاه‌هایی که در آن بازی کرده‌است می‌توان به باشگاه فوتبال آویسپا فوکوئوکا اشاره کرد.